# Sandane
Sandane is een plaats in de Noorse gemeente Gloppen, provincie Vestland. Sandane telt 2079 inwoners (2007) en heeft een oppervlakte van 2,35 km².
In Sandane bevindt zich het openluchtmuseum Nordfjord Folkemuseum met veertig historische gebouwen.
Omliggende plaatsen zijn Byrkjelo, Innvik en Nordfjordeid.